# Nilotici
Con la definizione di popoli nilotici o niloti, nel suo uso contemporaneo, ci si riferisce ad alcuni gruppi etnici principalmente del Sudan del Sud, Uganda, Kenya, Tanzania settentrionale, Congo ed Etiopia occidentale, che parlano Lingue nilotiche, un vasto sottogruppo delle Lingue nilo-sahariane. Tra gli altri sono inclusi nei nilotici i gruppi etnici Kalenjin, Luo, Ateker, Dinka, Nuer, Shilluk, Maasai, Karamojong, Turkana e le popolazioni di lingua Maa.
I termini Nilotico e Nilote venivano precedentemente usati come classificazione etnica, basandosi su osservazioni antropologiche della loro diversa morfologia corporea. Queste considerazioni sono state poi ampiamente scartate dagli scienziati, ma nel ventunesimo secolo sono di nuovo sostenute nella genetica delle popolazioni.
Questi termini sono ormai soprattutto usati per distinguere "le popolazioni nilotiche" da quelle etnicamente vicine (soprattutto bantu), sulla base di affiliazione etnolinguistica. Etimologicamente, i termini nilotico e nilote derivano dalla Valle del Nilo, in particolare l'Alto Nilo ed i suoi affluenti, dove vive la maggior parte dei sudanesi nilo-sahariani.
Sono popoli africani che si erano stabiliti appunto lungo l'alta valle del Nilo, nella parte meridionale del Sudan odierno. Verso l'XI secolo molti di questi popoli sono scesi lungo il Nilo ed hanno occupato le terre che ancora nel ventunesimo secolo abitano.